# CRC Handbook of Tables for Organic Compound Identification

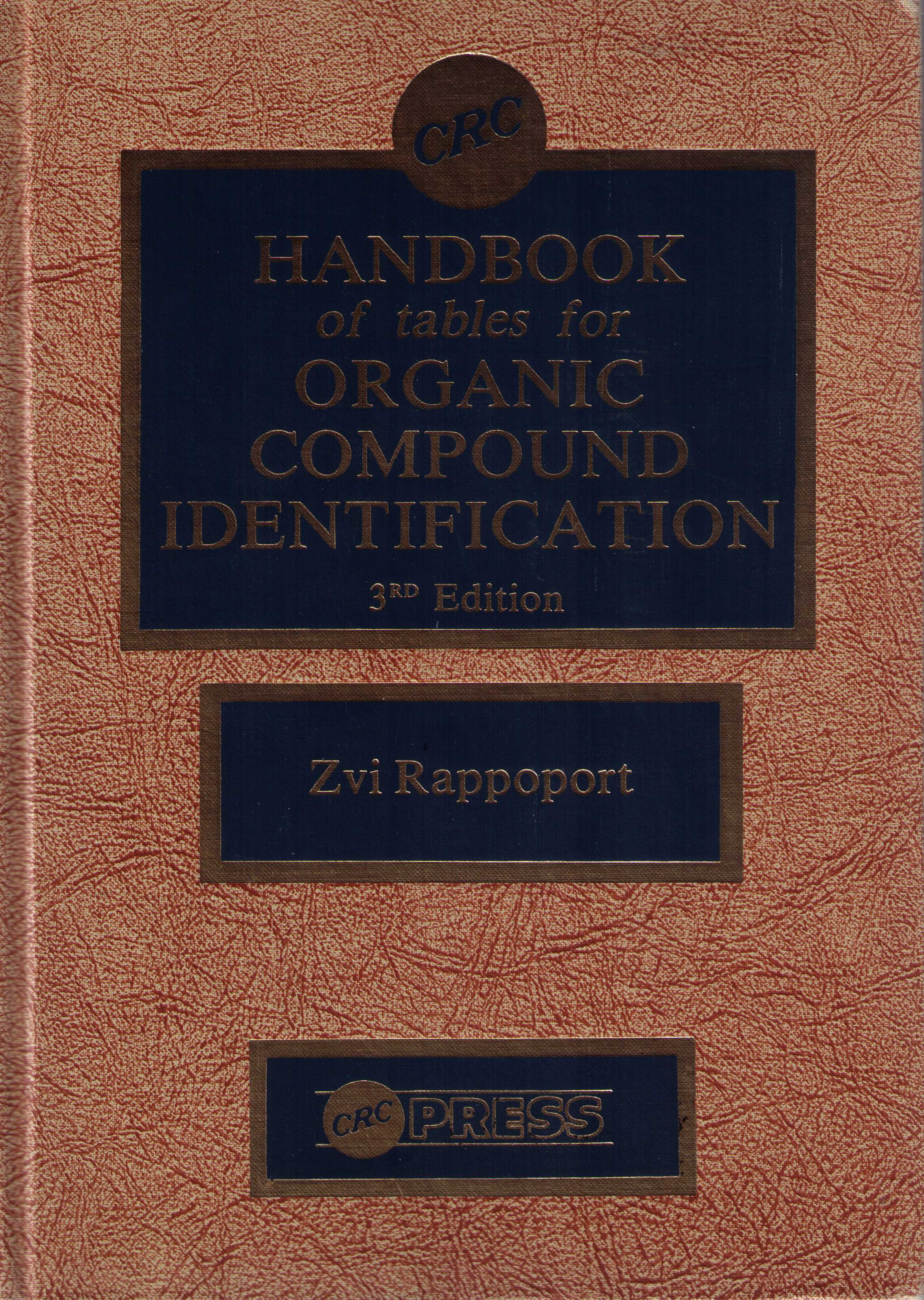
Couverture de la 3e édition

Le CRC Handbook of Tables for Organic Compound Identification de CRC Press est un ouvrage de référence de la chimie, lancé en 1960. La troisième édition contient des tables de données de plus de 8 150 composés parents. Les composés de chaque classe (vingt-six classes au total) sont listés selon le point de fusion croissant (cas des solides) ou le point d'ébullition croissant (liquides, gaz).

## Éditions
- 1re éd. : Max Frankel, Saul Patai, Albert Zikha, Robert Farkas, Tables for Identification of Organic Compounds, 1960, Science Press, Ltd.
- 2e éd. : Max Frankel, Saul Patai, Albert Zikha, Zvi Rappoport, Robert Farkas, Tables for Identification of Organic Compounds, 1964, The Chemical Rubber Co.
- (en) Zvi Rappoport (dir.), CRC Handbook of Tables for Organic Compound Identification, Boca Raton, Floride, CRC Press, 1966, 3e éd., 576 p. (ISBN 978-0-8493-0303-6, DOI 10.1201/9781439832981.fmatt).